# Округ Вашингтон (Мејн)
Округ Вашингтон (енгл. Washington County) је округ у америчкој савезној држави Мејн.

## Демографија
По попису из 2010. године број становника је 32.856, што је 1.085 (-3,2%) становника мање него 2000. године.
| Група             | 2000.          | 2010.          |
| Белци             | 31.640 (93,2%) | 29.998 (91,3%) |
| Афроамериканци    | 88 (0,3%)      | 140 (0,4%)     |
| Азијати           | 101 (0,3%)     | 149 (0,5%)     |
| Хиспаноамериканци | 274 (0,8%)     | 452 (1,4%)     |
| Укупно            | 33.941         | 32.856         |